# Art Is…
Art Is… (deutsch Kunst ist…) ist ein US-amerikanischer Dokumentar-Kurzfilm von Julian Krainin und DeWitt Sage aus dem Jahr 1972. Der von dem Duo auch produzierte Film war bei den 44. Academy Awards für einen Oscar nominiert.

## Inhalt
Im Film wird versucht, dem Fernsehpublikum das Wort Kunst und dessen, was alles sich dahinter verbergen kann, nahezubringen. Kunst definiert sich in der Regel aus dem Ergebnis eines kreativen Prozesses. Es gibt einmal
- die Bildende Kunst mit den klassischen Gattungen Malerei, Bildhauerei und Architektur.
- die Kunst der Musik, die Komposition und Interpretation in Vokal und Instrumentalmusik einschließt.
- die Kunstform Literatur mit den Hauptgattungen Epik, Drama, Lyrik und Essay sowie
- die Darstellende Kunst, die die Hauptsparten Theater, Tanz und Film umfasst.

Unter anderem wird Jerome Robbins während einer Ballettaufführung gezeigt, ebenso Leonard Bernstein, während er dirigiert.

## Produktion, Veröffentlichung
Es handelt sich um eine Produktion von Henry Strauss Associates Film for Associated Councils on the Arts, Roebuck Foundation.
Der Film wurde erstmals im November 1972 auf dem Chicago International Film Festival vorgestellt.

## Auszeichnung
- Oscarverleihung 1972: Oscarnominierung für Julian Krainin und DeWitt Sage in der Kategorie „Bester Dokumentar-Kurzfilm“ und ihren Film Art Is….